# 鼠尾薹草
鼠尾薹草（学名：Carex myosurus）为莎草科薹草属的植物。分布在锡金、越南、印度、缅甸以及中国大陆的云南北部、西藏东南部等地，生长于海拔1,200米至2,000米的地区，见于常绿阔叶林林缘和林下，目前尚未由人工引种栽培。

## 异名
- Carex eminens Nees ex Wight
- Carex myosurus Ness var. emineus (Nees ex Wight) Boecklr.